# Місто мистецтв та наук

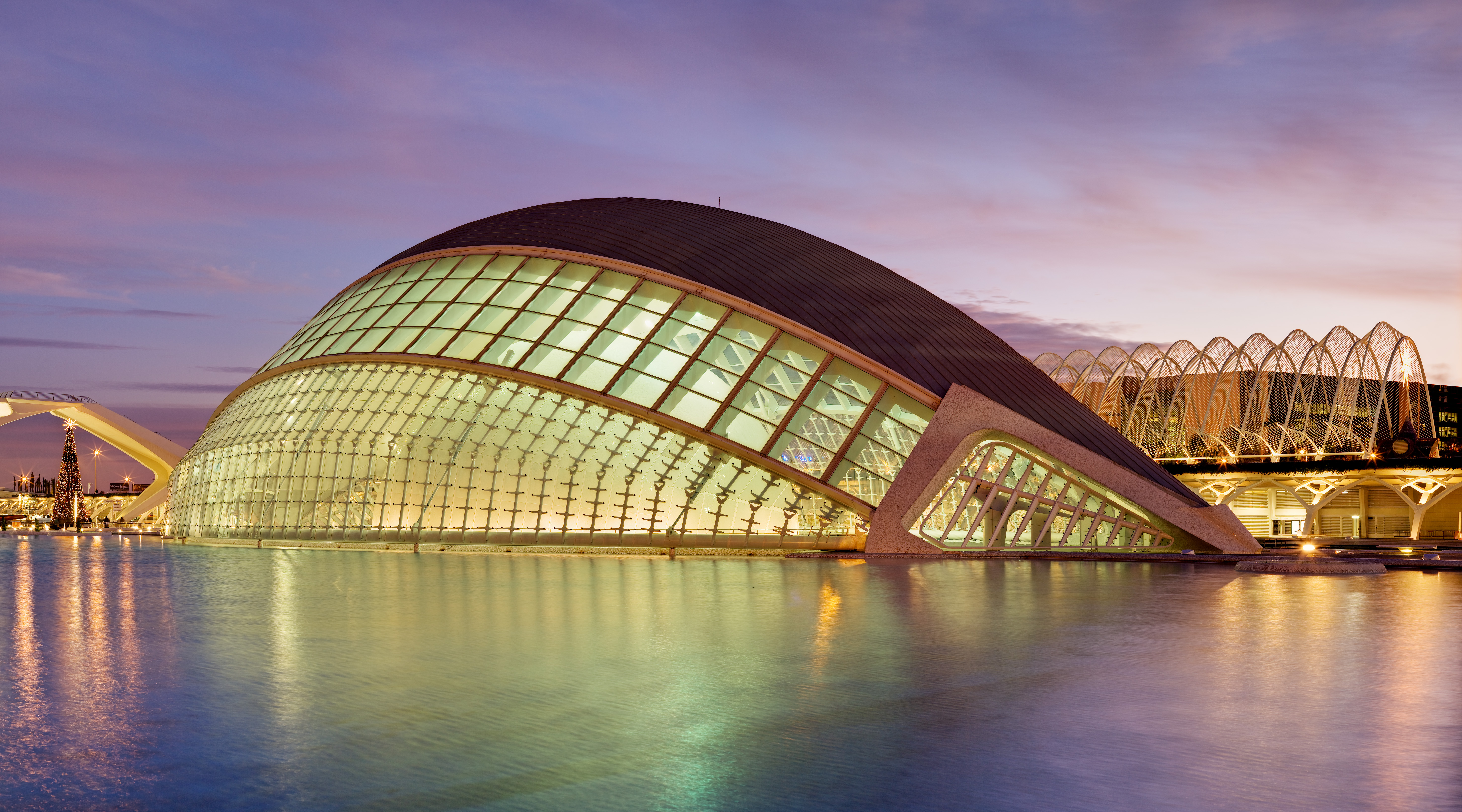
L'Hemisfèric

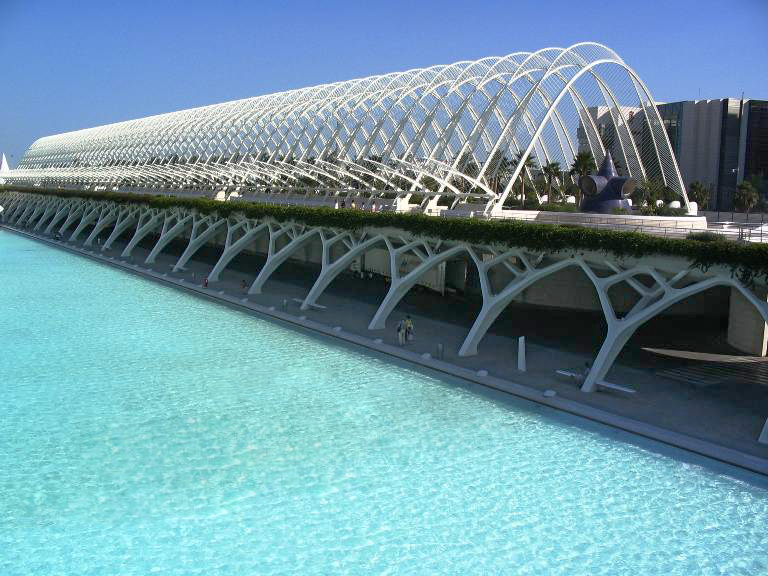
L'Umbracle

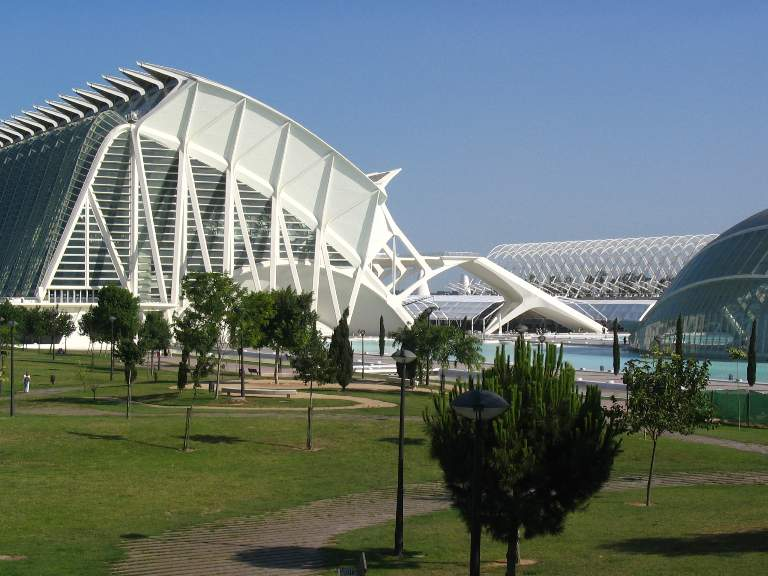
Музей мистецтв та наук принца Філіпа

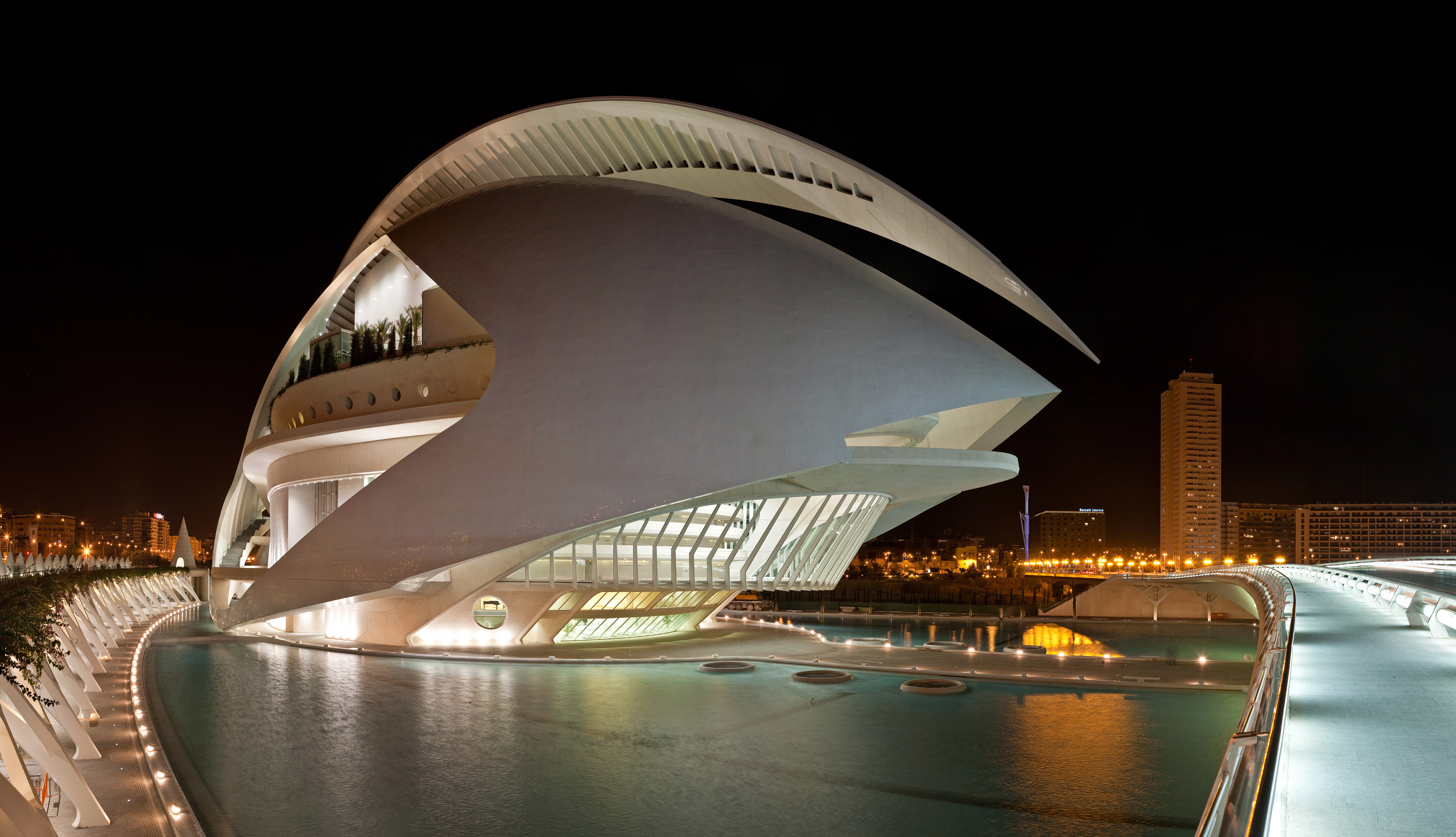
Палац мистецтв імені королеви Софії

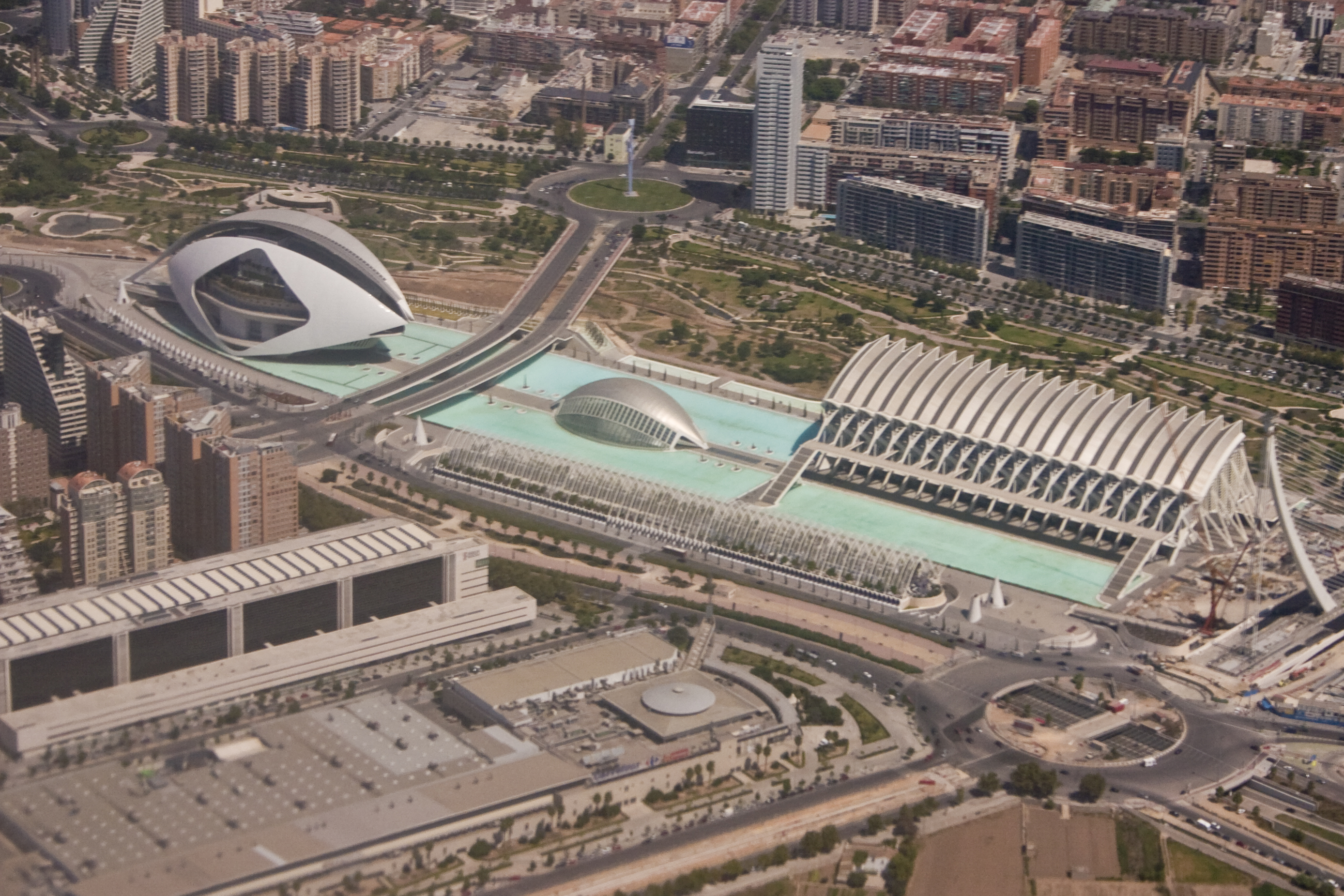
Погляд згори

Мі́сто мисте́цтв та нау́к (кат. Ciutat de les Arts i les Ciències, ісп. Ciudad de las Artes y las Ciencias) — архітектурний комплекс з п'яти будівель на осушеному дні річки Турія у місті Валенсія (Іспанія). Дизайн належить валенсіанському архітектору Сантьяго Калатраві, будівництво розпочалося у 1996 році. Комплекс є одним з видатних зразків сучасної архітектури.

## Історія виникнення
У 1957 історичний центр Валенсії зазнав пошкоджень через катастрофічну повінь. Аби запобігти трагедіям на майбутнє, була розроблена програма відводу річки в нове русло. Після виконання проекту в центральних кварталах міста з'явилась вільна територія старого русла річки Турії та її берегів протяжністю 10 км. Місцевість вирішили використати для побудови Міста мистецтв та природничих наук.

## Мета проекту
За метою тут планували побудову рекреаційного, туристичного і молодіжного центру. Його площа сягала 350 000 м² і слугувала повчальним, культурним навичкам.

## Складові частини комплексу
«Місто» складається з п'яти будівель, звичайно відомих за їх валенсійськими (каталонськими) назвами:
- L'Hemisfèric — Кінотеатр IMAX, планетарій, театр лазерних постановок. Його побудували першим у 1998.
- Музей мистецтв та наук принца Філіпа — Науковий музей. його відкрили для відвідин у 2000
- L'Umbracle — Галерея / сад.
- L'Oceanogràfic — найбільший у Європі океанографічний парк, діє з 2002.
- Палац мистецтв імені королеви Софії (Palacio de las Artes Reina Sofía) — Оперний театр та сцена для інших театральних постанов. Це остання за терміном побудова комплексу.

Комплекс оточений парками, струмками та басейнами, ця територія — улюблене місце відпочинку мешканців та гостей міста, де працюють бари та кафе.